# 국도 제148호선 (일본)

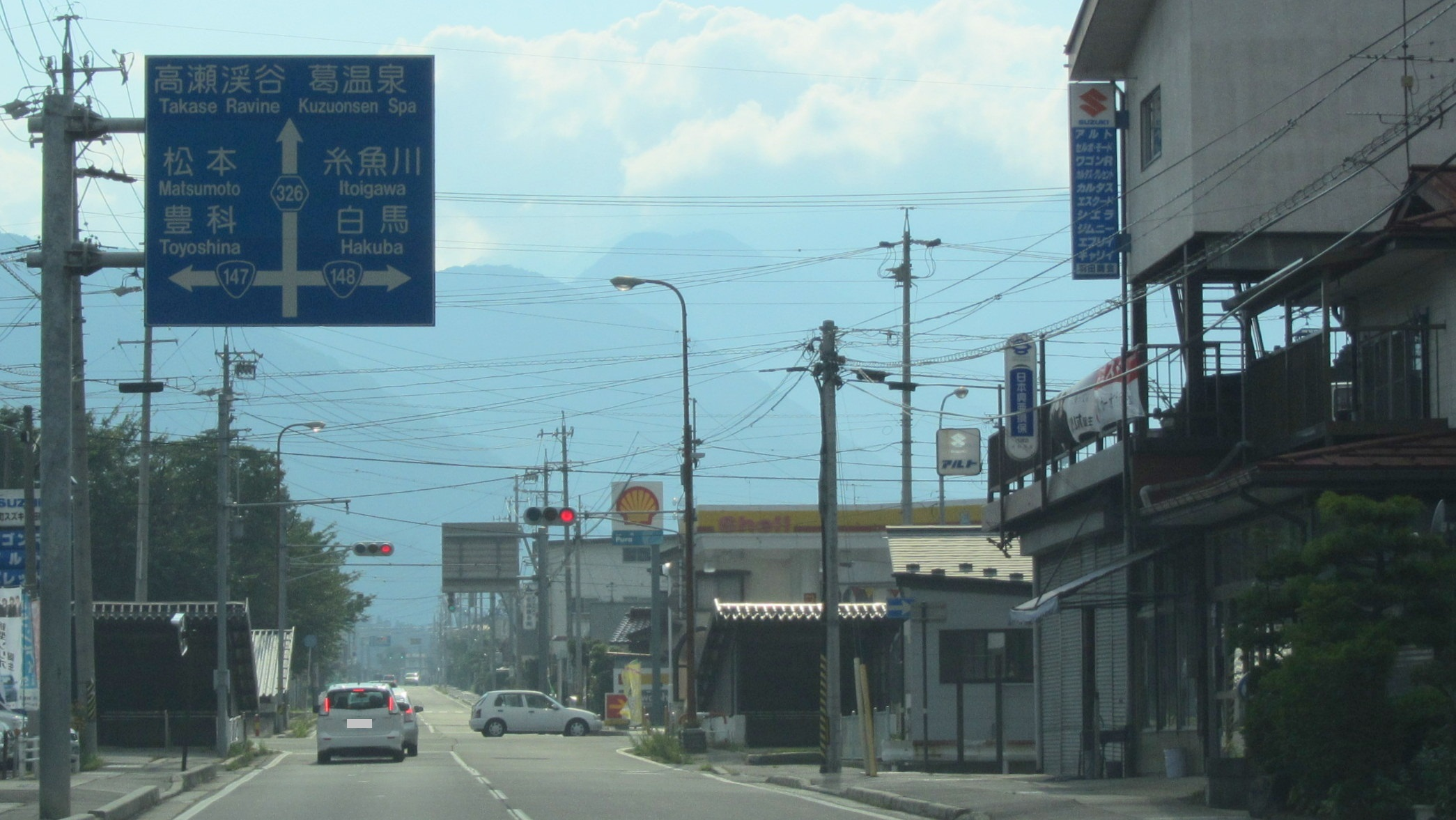
국도 147, 148호선의 기점
나가노현 오마치시 다이코쿠초 교차로 앞

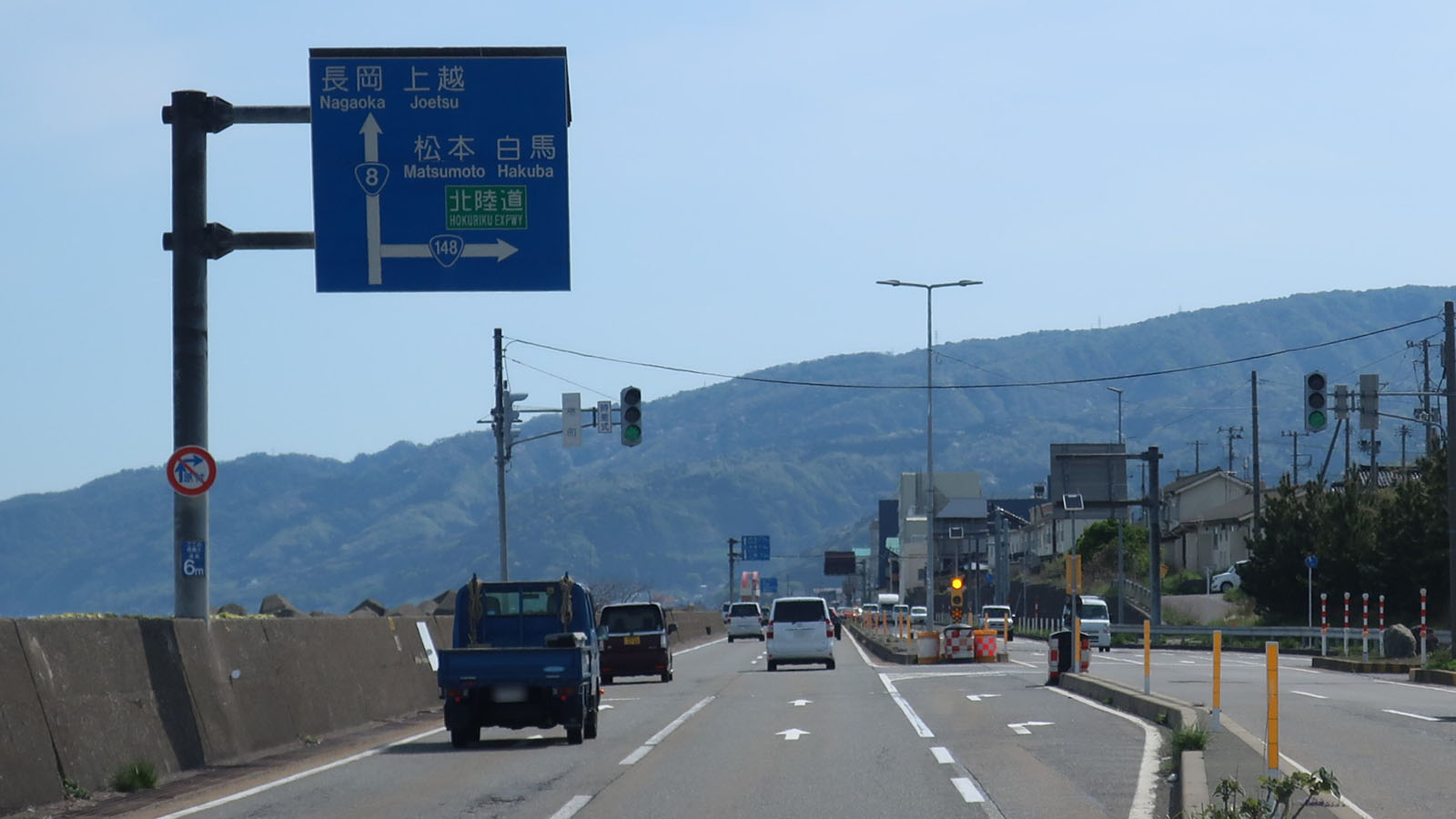
국도 148호선의 종점
니가타현 이토이가와시 요코마치 교차로 부근

국도 제148호선(일본어: 国道148号)은 나가노현 오마치시에서 니가타현 이토이가와시까지 이르는 일본의 일반 국도로, 총 연장 70.4km, 실제 연장 및 현도 70.0km이다.

## 개요
국도 제147호선 등과 함께, 마쓰모토시 및 나가노현 남쪽 방향과 더불어, 이토이가와시 및 도야마현 그리고 이시카와현 등 호쿠리쿠 지방을 연결시켜 주는 도로이다. 거의 전 구간에 걸쳐 철도는 JR 오이토 선과 함께 일본해 유역을 같이 흘러드는 히메강과 같이 병주하게 된다. 호쿠리쿠 자동차도의 이토이가와 나들목에서 나가노 자동차도(주오 자동차도 나가노 선)의 아즈미노 나들목까지 이어주는 최단거리의 도로망으로, 호쿠리쿠 지방과 간토 지방을 연결하여 산업 및 경제를 지탱시켜 주는 주요 간선도로로 자리매김되어 있다. 이에 따라 나가노현과 도야마현 등은 바로 인접되어 있으나, 직결된 도로 및 철도가 없기 때문에 이 도로가 이토이가와를 거쳐서 가는 것이 최단 경로이다.

### 노선 정보
일반 국도의 노선을 지정하고 있는 정령에 의거한 기종점 및 경유지는 다음과 같다.
- 기점 : 오마치시 (다이코쿠초 교차로 = 국도 제147호선과의 기점 및 나가노현도 제31호선·나가노현도 제474호선과의 종점)
- 종점 : 이토이가와시 (요코마치 교차로 = 국도 제8호선과의 교점)
- 중요한 경과지 : 나가노현 기타아즈미군 하쿠바촌
- 총 연장 : 70.4 km[1]
- 중용 연장 : 0.4 km[2]
- 실제 연장 : 70.0 km[3]
  - 현도 : 70.0 km[4]
  - 구도 : 없음
  - 신도 : 없음
- 지정 구간 : 없음

## 연혁
- 1953년 5월 18일 : 2급 국도 148호 오마치 이토이가와 선이 공식적으로 지정 시행[5]
- 1965년 4월 1일 : 1, 2급의 구분을 폐지하고 형식상 일반 국도 148호선으로 명칭 변경
- 1987년 8월 10일 : 일본의 길 100선에 선정되어 표창을 받음
- 1995년 7월 11일 : 7.11 수해에 따라 히메강의 본류가 범람하게 되는 것을 필두로 하여, 토석류 및 산사태가 일제히 일어나면서, 곳곳에서 노반이 유출되는 것 외에도 스노 쉐드 등이 무너지는 등 비교적 큰 영향을 받아 해당 도로는 1996년까지 통행이 어쩔 수 없이 중단됨.

## 노선 개황

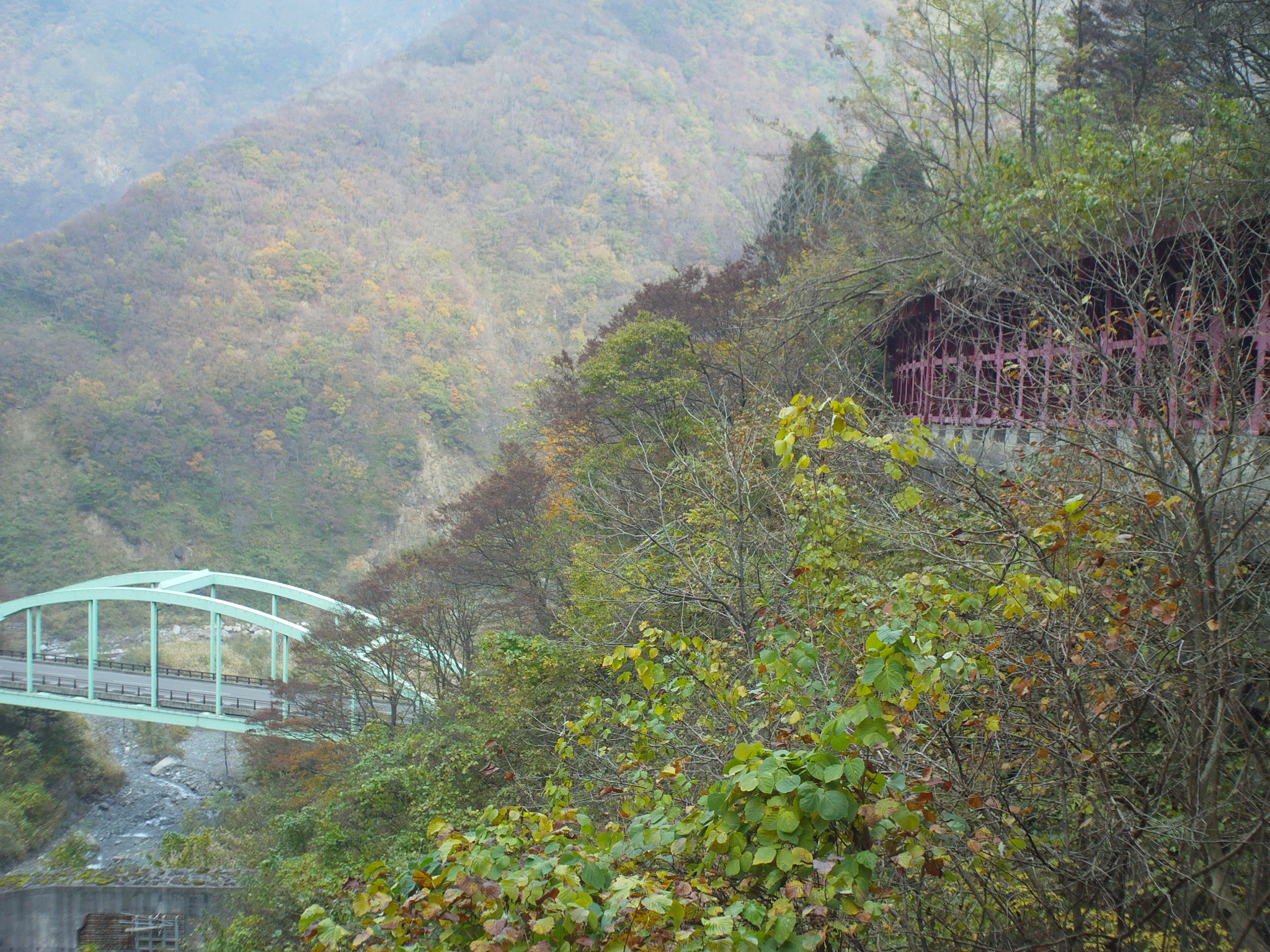
현도로 이용하고 있는 곳은 곳카이 교를 이루고 있으며 구도는 복도를 이룬다.

- 지역 고규격 도로 : 마쓰모토 이토이가와 연락도로
- 통칭 : 시오노미치 (일본)
- 교량 : 곳카이 교
- 미치노에키 : 다음과 같음
  - 나가노현 : 미치노에키 하쿠바, 미치노에키 오타리

## 지리

### 통과하는 지자체
- 나가노현
  - 오마치시 - 기타아즈미군 하쿠바촌 - 기타아즈미군 오타리촌

- 니가타현
  - 이토이가와시

### 통과하는 도로
국도
- 국도 제147호선
- 국도 제406호선 (일본)
- 국도 제8호선

현도
- 나가노현도 제31호선
- 나가노현도 제474호선
- 나가노현도 제326호선
- 나가노현도 제45호선
- 나가노현도 제325호선
- 나가노현도 제393호선
- 나가노현도 제324호선
- 나가노현도 제33호선
- 나가노현도 제322호선
- 나가노현도 제433호선
- 나가노현도 제330호선
- 나가노현도 제114호선
- 니가타현도 제375호선
- 니가타현도 제483호선
- 니가타현도 제526호선
- 니가타현도 제225호선
- 니가타현도 제156호선
- 니가타현도 제222호선

### 고개
- 구즈하 고개
- 사노사카 고개